# Emergence (2025)
Emergence (2025) – gala wrestlingu organizowana przez amerykańską federację Total Nonstop Action Wrestling (TNA), która była transmitowana na żywo za pomocą platformy TNA+. Odbyła się 15 sierpnia 2025 w Chesapeake Employers Insurance Arena w Baltimore w stanie Maryland. Bęyła to szósta gala z cyklu Emergence, a zarazem piąta gala TNA+ Monthly Specials w 2025 roku.
Podczas gali rozegrano dziesięć walk, w tym dwie na pre-show "Countdown to Emergence". W walce wieczoru, wrestler NXT Trick Williams pokonał Moose’a, aby zachować TNA World Championship. W innych ważnych walkach, The Hardys (Jeff Hardy i Matt Hardy) pokonali The Rascalz (Zachary’ego Wentza i Myrona Reeda), aby zachować TNA World Tag Team Championship, Steve Maclin pokonał Jake’a Somethinga w No Disqualifcation, No Countout matchu, aby zachować TNA International Championship, a w walce otwierającej Leon Slater pokonał Cedrica Alexandera, aby zachować TNA X Division Championship.

## Tło
26 czerwca 2025, TNA ogłosiło, że Emergence odbędzie się 15 sierpnia 2025 w Chesapeake Employers Insurance Arena w Baltimore w stanie Maryland.

## Rywalizacje
Emergence będzie oferowało walki wrestlingu z udziałem różnych zawodników na podstawie przygotowanych wcześniej scenariuszy i rywalizacji, które są realizowane podczas cotygodniowych odcinków programu Impact!. Wrestlerzy odgrywają role pozytywnych (face) lub negatywnych bohaterów (heel), którzy rywalizują pomiędzy sobą w seriach walk mających budować napięcie.

### Pojedynek o TNA World Tag Team Championship oraz Ryan Nemeth vs. The Home Town Man
Na Slammiversary, The Nemeths (Nic Nemeth i Ryan Nemeth) stracili TNA World Tag Team Championship na rzecz The Hardys (Matt Hardy i Jeff Hardy) w Four-way tag team ladder matchu, w którym uczestniczyli także The Rascalz (Zachary Wentz i Myron Reed) oraz Fir$t Cla$$ (A. J. Francis i KC Navarro). Dwa tygodnie później w odcinku TNA Impact! z 31 lipca, The Rascalz pokonali The Nemeths, ale po walce The Nemeths ogłosili, że powołują się na swój kontraktowy rewanż przeciwko The Hardys na Emergence. Później zdyskredytowali mieszkańców Rhode Island, gdzie odbywała się gala, zanim The Home Town Man wyszedł ich bronić. Niestety, został zaatakowany przez The Nemeths, zanim został uratowany przez ochronę. W następnym tygodniu, dyrektor TNA Authority Santino Marella odwołał rewanż The Nemeths z powodu ich ataku na The Home Town Man i zamiast tego dał Ryanowi Nemethowi walkę z The Home Town Man na Emergence, podczas gdy walka o TNA World Tag Team Championship został zmieniony na The Hardys broniących tytułu przeciwko The Rascalz.

### Pojedynek o TNA X Division Championship
Na TNA Impact! 31 lipca, Leon Slater pokonał Jasona Hotcha i Cedrica Alexandra, aby zachować TNA X Division Championship, przypinając Hotcha. Następnie Alexander pogratulował Slaterowi i powiedział, że obaj muszą ponownie ze sobą walczyć, aby zobaczyć, kto jest lepszym człowiekiem. TNA ogłosiło wtedy, że Slater będzie bronił TNA X Division Championship przeciwko Alexandrowi na Emergence.

### Pojedynek o TNA World Championship
Również na TNA Impact! 31 lipca, The System (Moose i Eddie Edwards) pokonali TNA World Championa Tricka Williamsa i A. J. Francisa, gdzie Moose przypiął Williamsa po nieudanej interwencji KC Navarro. Następnie TNA ogłosiło, że Williams będzie bronił TNA World Championship przeciwko Moose’owi na Emergence.

### Pojedynek o TNA International Championship
W odcinku TNA Impact! z 19 czerwca, Jake Something powrócił po kontuzji i początkowo walczył z Mance’em Warnerem, zanim skupił się na TNA International Championship Steve’a Maclina. Trzy tygodnie później, 10 lipca, Maclin zachował swój tytuł zarówno przeciwko Warnerowi i Somethingowi w three-way matchu, w którym Warner został przypięty. Something później otrzymał walkę o tytuł przeciwko Maclinowi jeden na jednego w odcinku TNA Impact! z 7 sierpnia, ale walka zakończyła się podwójnym odliczeniem. Santino Marella następnie oficjalnie zorganizował rewanż między oboma mężczyznami na Emergence w No Disqualification, No Count-out matchu.

### Pojedynek o TNA Knockouts World Tag Team Championship
Na Slammiversary pre-show, The Elegance Brand (Ash by Elegance i Heather by Elegance) pokonały The IInspiration (Cassie Lee i Jessicę McKay), aby zachować TNA Knockouts World Tag Team Championshipz powodu zewnętrznej ingerencji M by Elegance i The Personal Concierge’a. Później na tapingach TNA Impact! 25 lipca, Léi Yǐng Lee i Xia Brookside pokonały M i Heather, w pewnym sensie stawiając się w obrazku TNA Knockouts World Tag Team Championship na Emergence, ponieważ Ash zmierzyła się z Jacy Jayne o TNA Knockouts World Championship później tej nocy. Następnie ogłoszono, że na Emergence The Elegance Brand (Ash i Heather) będą bronić swoich mistrzostw TNA Knockouts World Tag Team przeciwko Léi Yǐng Lee i Xią Brookside, The IInspiration (Cassie Lee i Jessicą McKay) oraz koleżankami Jayne ze stajni Fatal Influence Fallon Henley i Jazmyn Nyx w Four-way tag team matchu podczas wydarzeni.

### Mike Santana vs. Sami Callihan
Po przegranej z ówczesnym mistrzem TNA X Division Moose’em na TNA Impact! 17 lipca, Sami Callihan został zwabiony do pozostawienia butów na ringu na znak przejścia na emeryturę, ale ostatecznie zdecydował się tego nie robić. Dwa tygodnie później, 31 lipca, Callihan udzielił wywiadu komentatorowi Tomowi Hannifanowi na temat komentarzy Moose’a i decyzji o przejściu na emeryturę. Chociaż Callihan uważa, że jego czas dobiega końca, nadal chciał udowodnić sobie, że nadal jest zdolnym zapaśnikiem i jako taki wezwał Mike’a Santanę na walkę w Emergence. Walka została oficjalnie ogłoszona w następnym tygodniu. Callihan powtórzył później tydzień później na TNA Impact! że jeśli przegra z Santaną w Emergence, rzeczywiście przejdzie na emeryturę z rywalizacji na ringu.

### Indi Hartwell vs. Rosemary
Na odcinku TNA Impact! z 14 sierpnia, Indi Hartwell i Dani Luna odniosły zwycięstwo w tag team matchu przeciwko Harley Hudson i Myli Grace. Jednakże, gdy dwójka wracała na rampę, Rosemary, powracająca po przegranym Monster’s Ball matchu przeciwko Xii Brookside w czerwcu, pojawiła się z tłumu i spryskała twarz Hartwella zieloną mgłą. W wywiadzie za kulisami Rosemary określiła siebie jako "strażniczkę" dywizji Knockouts i oświadczyła, że każdy, kto chce awansować, musi przejść przez nią. W rezultacie TNA ogłosiło walkę pomiędzy Hartwell i Rosemary na Countdown to Emergence pre-show.

## Wyniki walk
| Nr                                                                   | Wyniki | Stypulacje                                                                            | Czas  |
| -------------------------------------------------------------------- | --- | ------------------------------------------------------------------------------------- | ----- |
| 1P                                                                   | Indi Hartwell pokonała Rosemary poprzez pinfall | Singles match                                                                         | 5:27  |
| 2P                                                                   | The Home Town Man pokonał Ryana Nemetha poprzez pinfall | Singles match                                                                         | 5:41  |
| 3                                                                    | Leon Slater (c) pokonał Cedrica Alexandera poprzez pinfall | Singles match o TNA X Division Championship                                           | 14:28 |
| 4                                                                    | Matt Cardona pokonał Mustafę Alego (z Tashą Steelz, Agent 0 i The Great Hands (Johna Skylera i Jasona Hotcha)) poprzez pinfall | Singles match                                                                         | 9:45  |
| 5                                                                    | Fir$t Cla$$ (A. J. Francis i Rich Swann) pokonali The System (Briana Myersa i Eddiego Edwardsa) (z Alishą Edwards) poprzez pinfall | Tag team match                                                                        | 8:37  |
| 6                                                                    | Mike Santana pokonał Samiego Callihana poprzez pinfall | Baltimore Street Fight Ponieważ Callihan przegrał, wycofał się z rywalizacji w ringu. | 11:13 |
| 7                                                                    | The Elegance Brand (Heather by Elegance i M by Elegance) (z Ash by Elegance i The Personal Conciergem) (c) pokonały The IInspiration (Cassie Lee i Jessicę McKay) (z Marą Sadè), Fatal Influence (Fallon Henley i Jazmyn Nyx) (z Jacy Jayne) oraz Léi Yǐng Lee i Xię Brookside (z Mashą Slamovich) poprzez pinfall | Four-way tag team match o TNA Knockouts World Tag Team Championship                   | 11:22 |
| 8                                                                    | Steve Maclin (c) pokonał Jake’a Somethinga poprzez pinfall | No Disqualifcation, No Countout match o TNA International Championship                | 12:22 |
| 9                                                                    | The Hardys (Jeff Hardy i Matt Hardy) (c) pokonali The Rascalz (Zachary’ego Wentza i Myrona Reeda) poprzez pinfall | Tag team match o TNA World Tag Team Championship                                      | 11:52 |
| 10                                                                   | Trick Williams (c) pokonał Moose’a poprzez pinfall | Singles match o TNA World Championship                                                | 16:45 |
| (c) – mistrz/mistrzyni przed walkąP – walka miała miejsce w pre-show | |                                                                                       |       |